# Patrik Tkáč
Patrik Tkáč, né le 3 juin 1973 à Bratislava en Slovaquie,, est un homme d'affaires et financier slovaque, cofondateur de J&T.

## Biographie
Né en 1973 à Bratislava, il est le fils de Jozef Tkáč, ancien directeur de la Banque d'investissement et de développement. Il est diplômé du Grösslingova Gymnasium et de l'Université d'économie de Bratislava. En 1994, il fonde avec Ivan Jakabovič, un camarade de classe du lycée, le groupe J&T. Depuis 1998, il est le président du conseil d'administration de J&T Bank Prague et le PDG de J&T Finance Group SE.
Il est le fondateur de la Fondation J&T, de la Société d'embellissement de Bratislava et de la Société d'embellissement des Tatras. Il est également viticulteur,.
Il est marié depuis 2008 et a deux enfants.